# Kattvänderot
Kattvänderot (Valeriana phu) är en kaprifolväxtart som beskrevs av Carl von Linné. Enligt Catalogue of Life ingår Kattvänderot i släktet vänderötter och familjen kaprifolväxter, men enligt Dyntaxa är tillhörigheten istället släktet vänderötter och familjen kaprifolväxter. Arten förekommer tillfälligt i Sverige, men reproducerar sig inte. Inga underarter finns listade i Catalogue of Life.

## Bildgalleri

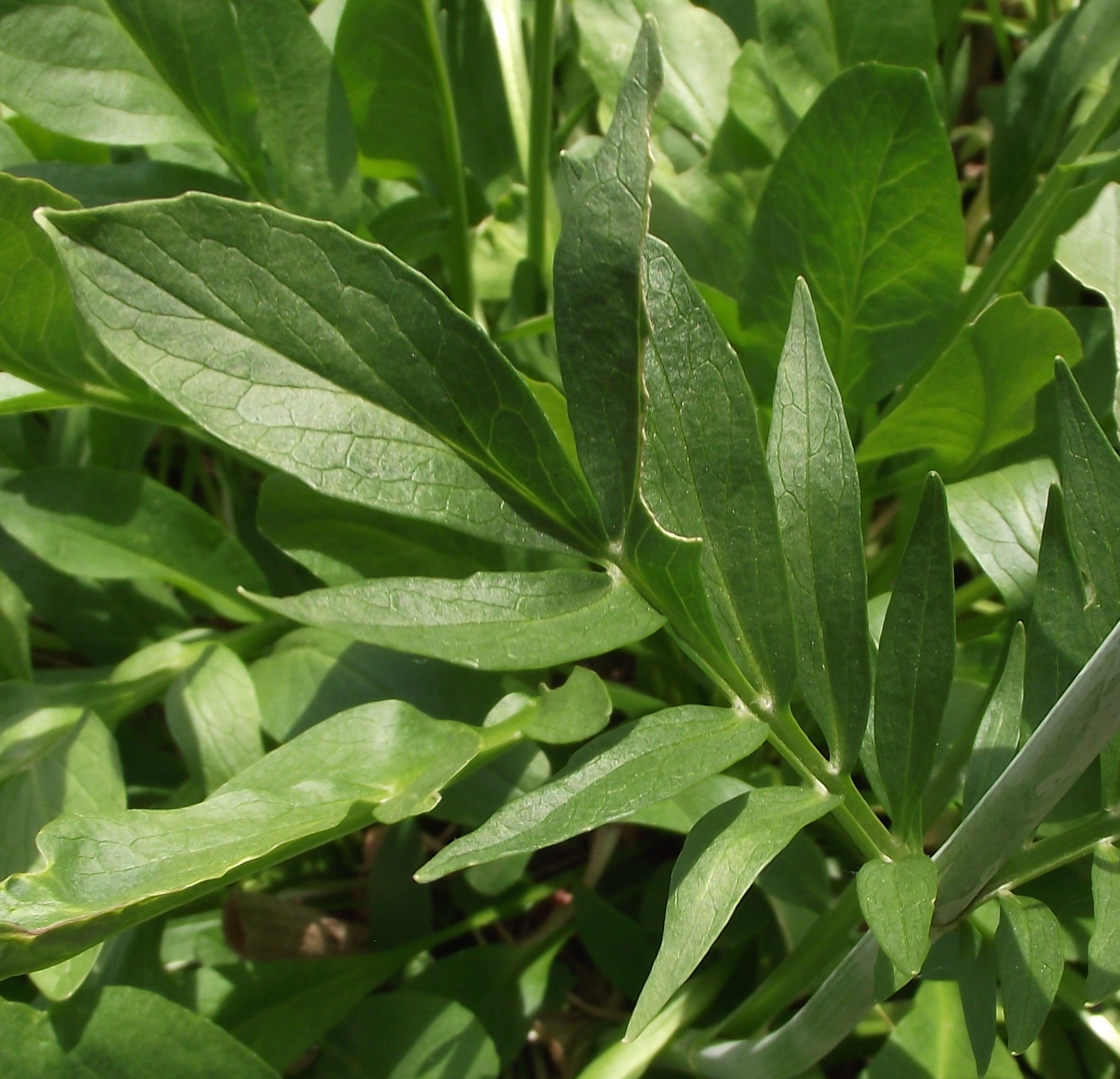
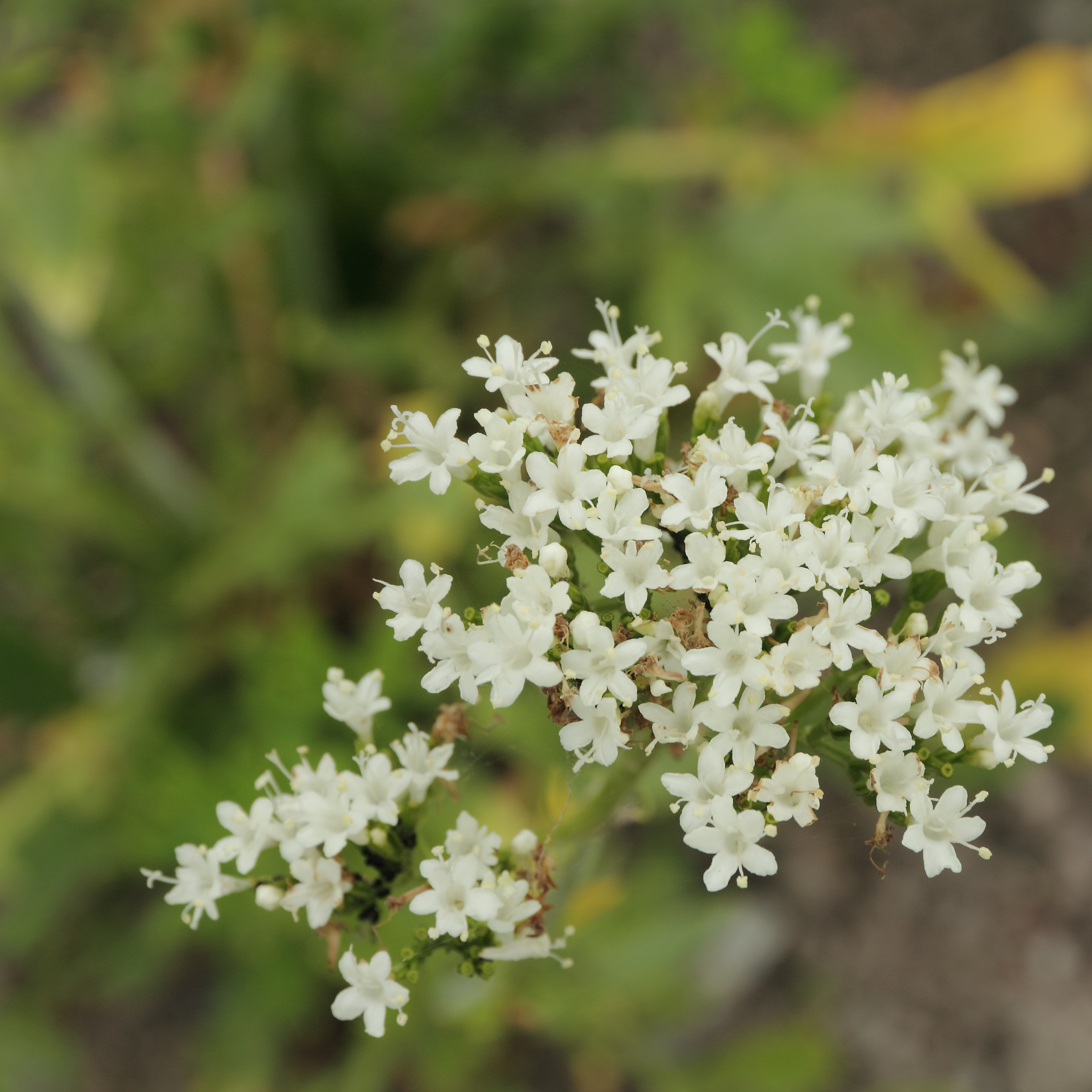